# Thalía Estabridis
Thalía Martha Estabridis Navarro (Lima, 19 de junio de 1979) es una modelo y actriz peruana. 
Inició su carrera como modelo en 1999, año donde obtuvo el premio de Miss Sonrisa. Por otra parte, representó al Perú en el Miss Model Of The World Alemania y representó a su país natal en Top model the World 1999 donde no logró clasificar. En el 2003, ingresó al programa R con erre en Panamericana Televisión y meses después formó parte del programa Habacilar en América Televisión, ambos conducido por Raúl Romero. La participación de Thalía en el programa Habacilar fue destacada, permaneció desde el 2003 hasta el cierre del programa en 2011.

## Créditos

### Televisión
- R con erre (2003), modelo.
- Habacilar (2003-2011), modelo.
- Canta si puedes (2011), coconductora.[3]
- Esto es guerra (2012), participante.
- Esto es Habacilar (2022), modelo.

### Series y telenovelas
- Ven, baila, quinceañera (2016-2017), Andrea, copresentadora de VBQ.
- Te volveré a encontrar (2020), Rubí[4]
- Junta de vecinos (2021)[5][6]

### Teatro
- Cero en historia (2012)[7]

### Internet
- Los planes de El Ricky[8]